# Samuel Gompers

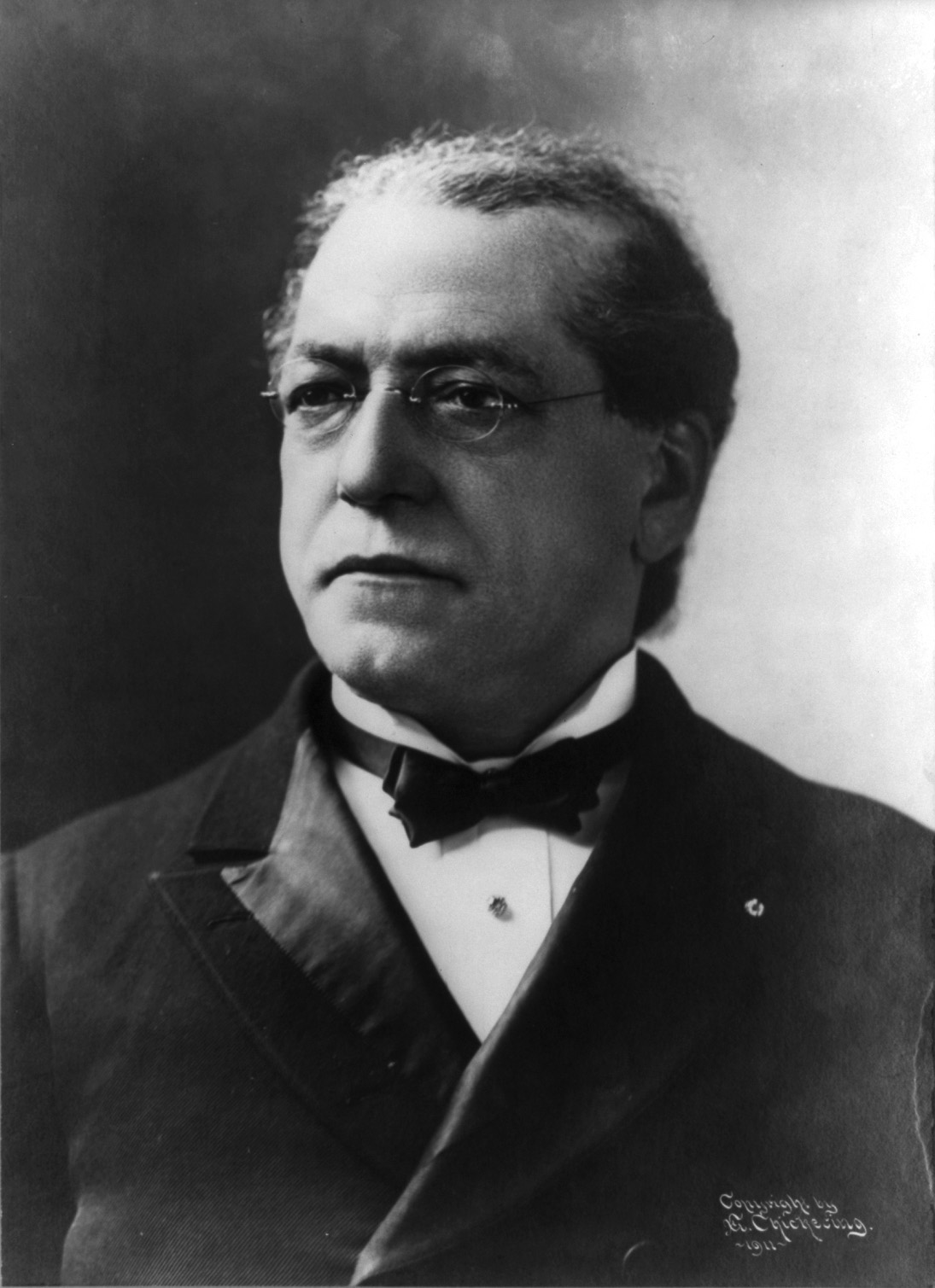
Samuel Gompers

Samuel Gompers (* 27. Januar 1850 in London; † 13. Dezember 1924 in San Antonio, Texas) war ein amerikanischer Gewerkschaftsführer.

## Leben und Wirken
Im Alter von 13 Jahren wanderte Gompers als Sohn einer armen jüdischen Familie in die Vereinigten Staaten ein. Die Familie stammte aus den Niederlanden, Samuel Gompers war aber in London geboren worden, hatte dort eine jüdische Schule besucht und war Zigarrenwickler geworden. 1864 trat er in New York City in die Gewerkschaft der Zigarrenwickler ein. Wegen seiner kräftigen Stimme wurde er zum Vorleser ernannt und kam dadurch mit sozialistischen Schriften, unter anderem von Karl Marx, Friedrich Engels und Ferdinand Lassalle, in Berührung.
Prägend für Gompers’ Verständnis von Gewerkschaftsarbeit wurde bald der schwedische Sozialist Laurell, der Gewerkschaften als parteiunabhängige Interessenvertretungen der Arbeiter begriff. Gompers blieb zwar Sozialist, glaubte aber nicht daran, dass sich in den USA eine durchsetzungsfähige sozialistische Partei bilden würde. Deshalb betonte er die politische Neutralität der Gewerkschaften.
Gompers stieg bald zum Vorsitzenden seiner Gewerkschaft auf. 1886 bildete sich auf sein Betreiben die American Federation of Labor, einer der ersten Gewerkschaftsverbände der USA. Gompers wurde zum Präsidenten gewählt und behielt das Amt mit der Ausnahme eines Jahres bis kurz vor seinem Tod.
Ab 1877 trieb Gompers die Umorganisation seiner Zigarrenwicklergewerkschaft voran. Sie wurde hierarchisch strukturiert, die Kasse mit höheren Beiträgen aufgefüllt und zu einer Organisation gemacht, die über New York und bis nach Kanada hinausgriff. Dieses Modell griffen kurz darauf viele amerikanische Gewerkschaften auf.
Samuel Gompers war ein entschiedener Gegner unbegrenzter Einwanderung aufgrund der lohnsenkenden Wirkung von Einwanderung.
Folglich zählten Gompers wie seine American Federation of Labor zu den eifrigsten Unterstützern gesetzlicher Einwanderungsbeschränkungen und den wichtigsten Triebfedern hinter den zu Beginn des 20. Jahrhunderts erlassenen (restriktiven) Einwanderungsgesetzen, wie etwa dem Emergency Quota Act von 1921 und dem Immigration Act of 1924. Mit seinem Essay Meat Vs. Rice. American Manhood against Coolieism von 1901 gilt er als ein prominenter Vertreter der anti-chinesischen Bewegung in den USA.